# Heliangelus micraster
El colibrí lucero, (Heliangelus micraster), también llamado ángel del sol bronceado, ángel-del-sol chico (en Perú) o solángel chico (en Ecuador), es una especie de ave apodiforme de la familia Trochilidae, perteneciente al género Heliangelus. Es nativo de regiones andinas del noroeste de América del Sur.

## Distribución y hábitat
Se distribuye en una restringida zona de la pendiente oriental de la cordillera de los Andes del sureste de Ecuador y noroeste de Perú.
Esta especie es considerada poco común, pero puede ser localmente común, en sus hábitats naturales: los bosques húmedos densos y con musgos y sus bordes; la hembra frecuentemente visita pastizales con matorrales. Ocurre en zonas subtropicales y templadas en altitudes entre 2300 y 3400 m, unos pocos registros hasta los 1500 m. Después del período reproductivo, se dispersa altitudinalmente.

## Descripción
Mide en torno a los 10 a 11 cm de longitud y pesa de 3,6 a 4,1 g. El pico es recto y negro. Su plumaje es verde oscuro metálico y posee un distintivo babero de color naranja intenso.

## Sistemática

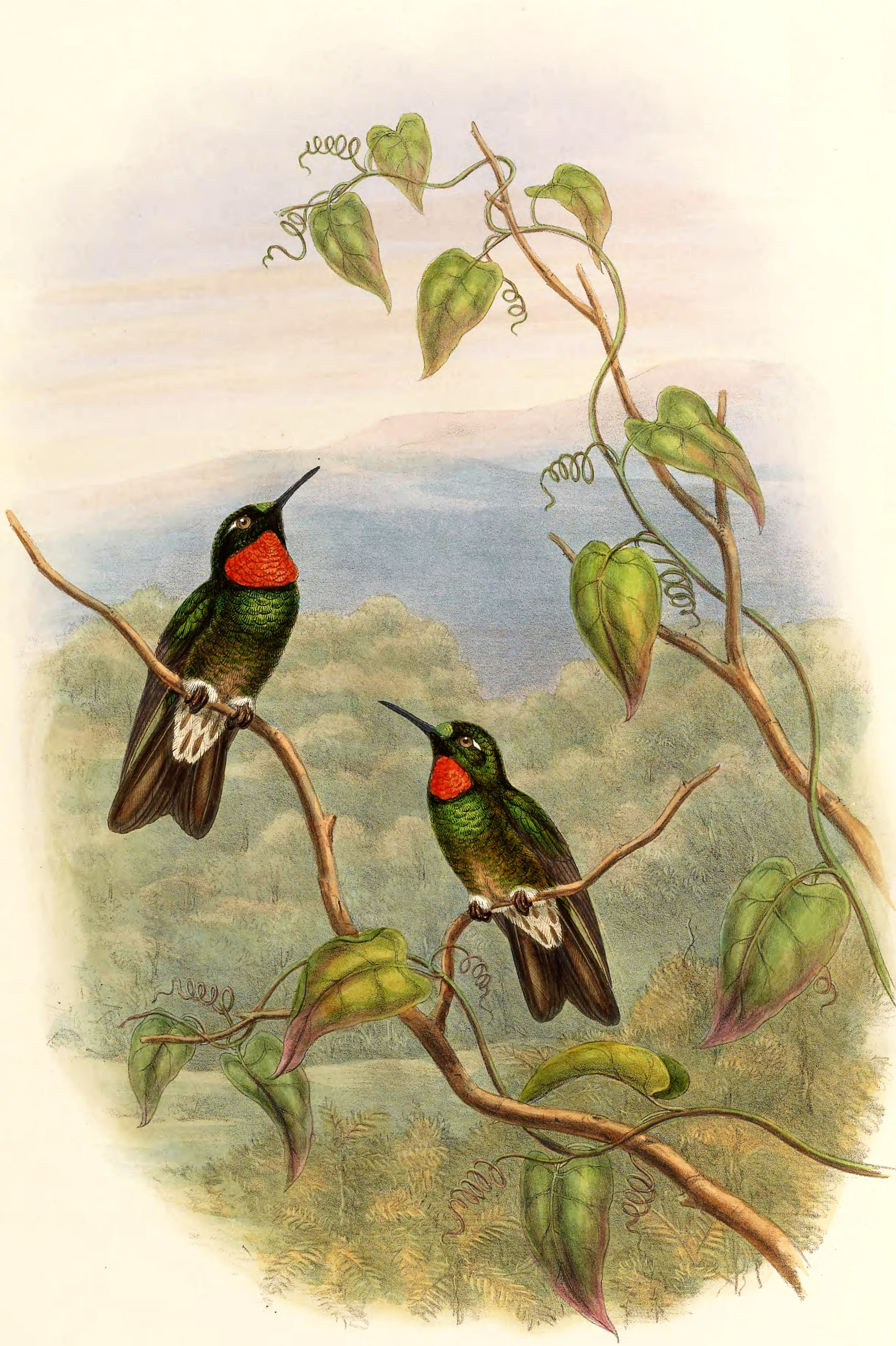
Heliangelus micraster ilustración de Gould y Hart en A monograph of the Trochilidae, or family of humming-birds 2, 1880.

### Descripción original
La especie H. micraster fue descrita por primera vez por el ornitólogo británico John Gould en 1872 bajo el mismo nombre científico; su localidad tipo es « San Lucas, Ecuador».

### Etimología
El nombre genérico masculino «Heliangelus» se compone de las palabras del griego «hēlios» que significa ‘sol’, y «angelos» que significa ‘ángel’; y el nombre de la especie «micraster» se compone de las palabras del griego «mikros» que significa ‘pequeño’, y «astēr» que significa ‘estrella’.

### Taxonomía
Es pariente próxima de Heliangelus exortis y ya fueron consideradas conespecíficas.

### Subespecies
Según las clasificaciones del Congreso Ornitológico Internacional (IOC) y Clements Checklist/eBird  se reconocen dos subespecies, con su correspondiente distribución geográfica:
- Heliangelus micraster micraster Gould, 1872 – pendiente oriental de los Andes del sureste de Ecuador (al sur desde Morona Santiago) y adyacente norte de Perú.
- Heliangelus micraster cutervensis (Simon), 1921 – Cajamarca, en el noroeste de Perú.